# 马尔谢雪
马尔谢雪（法語：Marchésieux，法語發音：[maʁʃezjø]）是法国芒什省的一个市镇，属于库唐斯区。

## 地理
马尔谢雪（49°11'15"N, 1°17'28"W）面积19.89 平方千米，位于法国诺曼底大区芒什省，该省份为法国西北部沿海省份，西、北、东北三面环大西洋，东起顺时针与卡爾瓦多斯省、奧恩省、马耶讷省和伊勒-维莱讷省接壤。
与马尔谢雪接壤的市镇（或旧市镇、城区）包括：奥克赛、弗热尔、赖村、圣安德烈德博翁、圣马丹多比尼、圣塞巴斯蒂安德赖、特里布乌、勒米伊莱马赖。

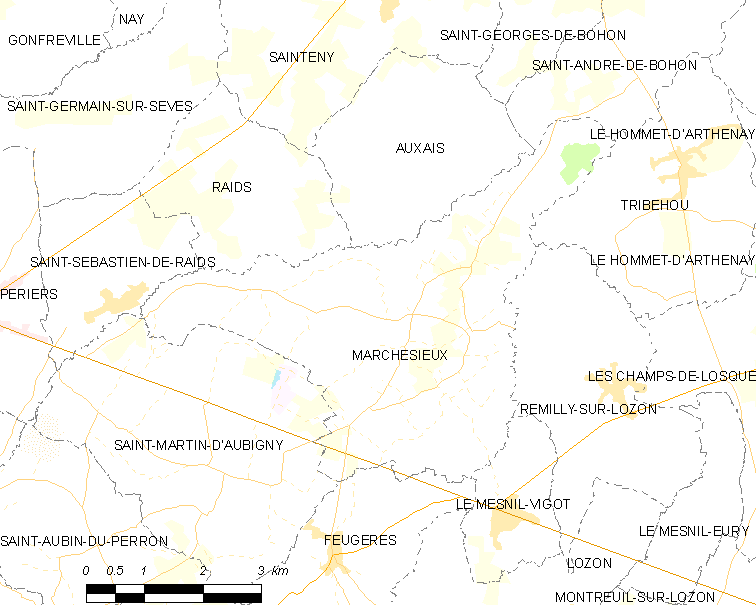
马尔谢雪的OSM定位图

马尔谢雪的时区为UTC+01:00、UTC+02:00（夏令时）。

## 行政
马尔谢雪的邮政编码为50190，INSEE市镇编码为50289。

## 政治
马尔谢雪所属的省级选区为阿贡-库坦维尔县。

## 人口

1962-2008年间马尔谢雪人口变化图示

马尔谢雪于2022年1月1日时的人口数量为684人。